# Прислуга (телесеріал)
Прислуга - назва ряду телесеріалів та фільмів:
- Прислуга (2011) — офіційний переклад українською назви фільму 2011 року The Help (укр. Поміч) американського режисера Тейта Тейлора.
- Прислуга (2018) — переважно російськомовний 12-серійний телесеріал, знятий в Україні, перший сезон якого вперше транслювався на телеканалі 1+1 у 2018 році. Серіал було знято за мексиканським форматом Ellas son la Alegría del Hogar.
- Прислуга (грец. Servant) — американський психологічний горрор телесеріал режисера М. Найта Ш'ямалана 2019 року.